# Колдспринг (Техас)
Колдспринг (англ. Coldspring) — город, расположенный на востоке штата Техас (США), примерно в 90 км севернее Хьюстона и в 250 км восточнее Остина. Колдспринг является окружным центром округа Сан-Джасинто. Согласно Бюро переписи населения США, по переписи 2010 года население Колдспринга составляло 853 человека. 

## История

Расположение Колдспринга в округе Сан-Джасинто, а также округа Сан-Джасинто в штате Техас

В 1847 году на месте нынешнего Колдспринга был открыт первый почтовый офис, который сначала именовался Кунскин (Coonskin), а через год был переименован в Файрменс-Хилл (Fireman's Hill). В 1850 году это место уже носило название Колд-Спринг (Cold Spring) — по местному преданию, оно было названо неким Джозефом Грейвсом (Joseph Graves), который нашёл там холодную родниковую воду (по-английски cold spring означает «холодный источник»). Официальное слитное название Колдспринг (Coldspring) было утверждено в 1894 году.
Место, на котором возникло поселение, входило в земельный грант Роберта Ранкина (Robert Rankin). В 1870 году был образован округ Сан-Джасинто, и Колд-Спринг стал его окружным центром. С 1871 года власти округа Сан-Джасинто заседали в новом здании окружного суда, строительство которого обошлось в 8000 долларов.
В конце XIX — начале XX века основными источниками дохода жителей города были сельское хозяйство и заготовка лесоматериалов. В 1907 году в Колдспринге открылся первый банк. 30 марта 1915 года в городе произошёл пожар, в котором сгорело здание окружного суда, а также многие прилегающие к нему дома. После этого было решено переместить центр города на новое место, находящееся примерно в 400 метрах от старого центра, в котором сохранилось только здание окружной тюрьмы, построенное в 1887 году. Новое, кирпичное здание суда округа Сан-Джасинто было построено в Колдспринге в 1917 году.
В 1926 году в Колдспринге было открыто представительство лесозаготовочной компании Delta Land and Timber Company. В 1936 году к городу была подведена линия электропередачи. В середине 1940-х годов вблизи Колспринга было открыто нефтяное месторождение. Положительное влияние на экономику города в конце 1960-х годов также оказало строительство дамбы на реке Тринити для создания водохранилища Ливингстон.

## Население
Согласно переписи населения 2010 года, в Колдспринге проживали 853 человека, включая 316 домашних хозяйств.
Расовый состав:
- 66,1% белых (включая 2,8% латиноамериканцев)
- 29,2% афроамериканцев
- 0% коренных американцев
- 2,0% азиатов
- 2,0% принадлежащих к двум или более расам

Возрастное распределение: 26,4% младше 18 лет (из них 8,4% младше 5 лет), 58,8% от 18 до 64 лет, и 14,8% возраста 65 лет и старше. На каждые 100 женщин было 94,3 мужчин (то есть 51,5% женщин и 48,5% мужчин).

## География
Колдспринг расположен на востоке Техаса, примерно в 90 км севернее Хьюстона и в 250 км восточнее Остина. Примерно в 5 км к северу от Колдспринга находится южный берег крупного водохранилища Ливингстон, образованного в 1969 году в результате запруживания реки Тринити.

## Климат
| Показатель                    | Янв.  | Фев. | Март | Апр. | Май   | Июнь  | Июль | Авг. | Сен.  | Окт.  | Нояб. | Дек.  | Год    |
| ----------------------------- | ----- | ---- | ---- | ---- | ----- | ----- | ---- | ---- | ----- | ----- | ----- | ----- | ------ |
| Абсолютный максимум, °C       | 28    | 32   | 32   | 34   | 37    | 39    | 41   | 43   | 41    | 36    | 32    | 28    | 43     |
| Средний суточный максимум, °C | 16    | 18   | 22   | 26   | 29    | 32    | 34   | 34   | 32    | 27    | 21    | 17    | 26     |
| Средний суточный минимум, °C  | 3     | 4    | 8    | 12   | 17    | 20    | 22   | 21   | 19    | 13    | 8     | 4     | 13     |
| Абсолютный минимум, °C        | −13   | −10  | −7   | −3   | 4     | 9     | 12   | 11   | 3     | −4    | −9    | −16   | −16    |
| Норма осадков, мм             | 117,6 | 90,4 | 91,7 | 94,7 | 137,2 | 150,6 | 74,9 | 89,4 | 113,0 | 111,8 | 124,2 | 122,4 | 1317,9 |
| Источник: www.weather.com     |       |      |      |      |       |       |      |      |       |       |       |       |        |

## Образование
Школы Колдспринга принадлежат объединённому независимому школьному округу Колдспринг—Окхерст (англ. Coldspring-Oakhurst Consolidated Independent School District).

## Транспорт
- Автомобильное сообщение
  - Основные автомобильные дороги, пересекающие Колдспринг:
    -  Шоссе 150 штата Техас (англ. State Highway 150) подходит к Колдспрингу с запада (со стороны Нью-Уэверли[англ.]) и продолжается на восток, к Шеперду[англ.].
    -  Шоссе 156 штата Техас (англ. State Highway 156) подходит к Колдспрингу с северо-запада (со стороны Пойнт-Бланка[англ.]) и оканчивается в месте пересечения с шоссе 150.

## Фотогалерея
|  |  |  |  |